# Peter Schönström (1644–1692)
Peter Schönström, före adlandet Svedberg, född 1644 på Svedens gård i Kopparbergs socken, död 22 maj 1692 på Jönsarbo herrgård i Heds socken, var en svensk ämbetsman i Bergskollegium och bruksägare.

## Biografi
Peter Schönström var son till Daniel Isaksson Stierna (1610–1680) och Anna Petersdotter Bullernesia (död 1697) samt bror till biskopen Jesper Swedberg. Fadern var bergsman vid Stora Kopparberget. I unga år uppvaktade han de svenska ambassadörerna i London och Breda, blev 1670 kanslist i Bergskollegium och året därefter dess kassör. Fyra år senare efterträdde han sin blivande svärfar Albrekt Behm (släkten Behm) som bergmästare över Öster- och västerbergslagen. I den egenskapen ska han ha inrättat skattejärnsskatten i Norbergs bergslag.
År 1681 adlades Peter Svedberg och antog namnet Schönström. Han övertog Bernshammar bruk 1675 och grannbruken Jönsarbo 1681 och Karmansbo 1690. Han blev assessor i Bergskollegium år 1691, men avled året därefter och begravdes i Schönströmska familjegraven vid Heds kyrka i Västmanland.

## Familj
Peter Schönström och hans bror Jesper Swedberg var gifta med systrarna Anna Margareta Behm och Sara Behm. Schönströms andra hustru var kusin till systrarna Behm, Anna Maria Reenstierna, dotter till Abraham Momma.
Barn med Anna Margareta Behm:
- Anna Catharina (1681–1717), gift 1697 på Jönsarbo med Olof Rudbeck den yngre, adlad Rudbeck, i hans 2:a gifte
- Peter (1682–1746), gift 1719 med Agneta Skogh
- Albrecht (1684–1740), gift 1715 med friherrinnan Ulrika Adlersten
- Magdalena (1686–1761), gift med generalkvartermästarelöjtnanten Lars Spole, adlad Rosenborg

Barn med Anna Maria Reenstierna:
- Margareta Elisabet (1690–1751), gift med översten Henrik Julius Voltemat, adlad Voltemat
- Sara Helena (1691–1779), gift 1720 på Jönsarbo med majoren Johan Löth, adlad Löth-Örnsköld
- Abraham Daniel (1692–1758), gift 1750 med Hedvig Sofia Arosell, adlad Adlerheim